# حسن باشا الخادم
حسن باشا الخادم (بالتركية الحديثة: Hadım Hasan Paşa) ـ (توفي بالآستانة سنة 1598) هو رجل دولة عثماني ألباني الأصل، تولى الصدارة العظمى للدولة العثمانية في الفترة من 1597 إلى 1598، وكان قبلها واليًا على مصر من قِبل السلطان مراد الثالث في الفترة من 1580 إلى 1583 م (988 ـ 991 هـ).